# Contrato ambiental
Um contrato ambiental é uma forma de expressar os direitos e responsabilidades dos cidadãos, das empresas e do Estado no que diz respeito ao meio ambiente.
Não se sabe quem inventou o termo. O político britânico David Miliband a usou quando foi nomeado Secretário de Estado do Meio Ambiente em maio de 2006, tanto em seu blog, quanto em um artigo no site da BBC News. Ele iniciou o lançamento de um wiki, para formar um contrato ambiental. No entanto, o site foi fortemente editado por funcionários do Governo, tornando inútil o exercício de interagir com o público.
O termo pode ser visto como um convite a fazer paralelos com a ideia de um contrato social entre trabalhadores, empregadores e o Estado que sustentava a fundação doEstado de bem-estar social. Alguns argumentaram que, assim como o contrato social era uma forma de abordar o deslocamento social, o contrato ambiental pode ser uma forma de abordar os impactos ambientais que representam uma ameaça às pessoas e ao planeta no século XXI.

## Cidadania ambiental
A cidadania ambiental (CE) é definida como o comportamento pró-ambiental responsável dos cidadãos que atuam e participam da sociedade como agentes de mudança na esfera privada e pública, em escala local, nacional e global; por meio de ações individuais e coletivas, na direção da solução dos problemas ambientais contemporâneos - evitando a criação de novos problemas ambientais - alcançando a sustentabilidade e desenvolvendo uma relação saudável com a natureza.
A cidadania ambiental inclui o exercício dos direitos e deveres ambientais, bem como a identificação das causas estruturais subjacentes da degradação ambiental e dos problemas ambientais, o desenvolvimento da vontade e das competências para o engajamento crítico e ativo e a participação cívica para enfrentar essas causas estruturais - agindo individual e coletivamente dentro de meios democráticos e levando em conta a justiça inter- e intra-geracional. A cidadania ambiental é um fator-chave na estratégia de crescimento da UE e na sua visão para o desenvolvimento sustentável, economia verde e de ciclo e sociedade hipocarbônica.
Por sua ênfase em direitos e responsabilidades, há ligações claras entre o contrato ambiental e as noções de cidadania ambiental. A CE pode lançar luz sobre a pesquisa do contrato ambiental sobre a forma como os públicos são construídos em ambientes cotidianos, se for construído firmemente em torno das noções de justiça, conhecimento e linguagem.

## Crítica

### Sustentabilidade justificável por si só
A ideia pode parecer se resumir a uma espécie de ideia do tipo "eu vou se você quiser". Mas a ação para a sustentabilidade, como levar em consideração as necessidades das gerações futuras (incluindo abordar os impactos ambientais), é justificável por si só. Da mesma forma, se houver a visão de que a ação sobre as mudanças climáticas, por exemplo, é urgente e imperativa; então uma abordagem do tipo “eu farei, independentemente do que você fizer” pode ser argumentada como mais responsável.

### Críticas adicionais
Algumas das críticas à ideia de contrato social também parecem se aplicar aqui.